# Дехконсарой
Дехконсарой (тадж. Деҳқонсарой; до 2024 года – Джамиятдехкон) — село в Хатлонской области Республики Таджикистан.
Входит в состав джамоата (сельской общины) им. Джуры Назарова Шахритусского района.
Находится на расстоянии 18 км от райцентра (пгт. Тус) и 2 км от центра джамоата (село Хуршоди).
Название села означает «общество дехканина». Прежняя форма названия — Джамият-Дехкан.
Население — 2715 чел. (2017).